# Adolfo Olivares
Adolfo Alamiro Olivares Aravena (* 20. Dezember 1940 in Ocoa; † 23. Juni 2025) war ein chilenischer Fußballspieler. Der Stürmer absolvierte 15 Länderspiele für Chile, in denen er sieben Tore erzielte. Auf Vereinsebene gewann Cuchi-Cuchi, wie er auch genannt wurde, zwei Mal die chilenische und einmal die bolivianische Meisterschaft.

## Karriere

### Verein
Adolfo Olivares begann seine Karriere 1961 bei Everton. Nach zwei Jahren bei Ferrobadminton kaufte das zu der Zeit unter dem Namen Ballet Azul sehr erfolgreiche CF Universidad de Chile den Stürmer als Reservist des etatmäßigen Angreifers Carlos Campos. Mit La U gewann Cuchi-Cuchi die Meisterschaften 1964 und 1965. Ab 1966 spielte er für weitere Klubs in der Primera División Chiles: dem CD Palestino, dem CD Huachipato, Santiago Morning, Audax Italiano und dem CD Magallanes. 1973 ging Olivares nach El Salvador zum Alianza FC.
Nur ein Jahr später wechselte der Offensivakteur nach Bolivien zum Club The Strongest, wo er auf seinen ehemaligen Teamkollegen Manuel Jesús Ortiz aus Huachipato-Zeiten traf. Mit dem Klub aus La Paz gewann Olivares 1974 die Meisterschaft. 1977 spielte der Angreifer für Ligakonkurrent Club Aurora und verbrachte seine beiden letzten Karrierejahre in seiner Heimat bei den Zweitligisten Huachipato und Unión San Felipe.

### Nationalmannschaft
Adolfo Olivares bestritt 1968 und 1969 insgesamt 15 Länderspiele und erzielte dabei sieben Tore. Sein Debüt für die La Roja gab der Stürmer unter Trainer Salvador Nocetti beim Freundschaftsspiel gegen Mexiko, als er für Pedro Araya eingewechselt wurde. Nur zwei Monate später gelangen Cuchi-Cuchi im Freundschaftsspiel gegen Mexiko seine ersten beiden Länderspieltore. Nach weiteren Freundschaftsspielen bestritt Olivares alle vier Spiele in der Weltmeisterschaftsqualifikation 1970. Chile schied als Gruppenzweiter hinter Uruguay aus. Olivares erzielte drei der fünf chilenischen Treffer in der Qualifikation. Die 0:2-Niederlage im Qualifikationsspiel im August 1969 gegen Uruguay war das letzte Länderspiel des Offensivakteurs.

## Erfolge
Universidad de Chile
- Primera División: 1964, 1965

The Strongest
- Liga de Fútbol Profesional Boliviano: 1974